# Siktjärnen (Gåxsjö socken, Jämtland)
Siktjärnen är en sjö i Strömsunds kommun i Jämtland och ingår i Indalsälvens huvudavrinningsområde.